# Анастасіос Дувікас
Анастасіос „Тасос“ Дувікас (грец. Αναστάσιος "Τάσος" Δουβίκας, нар. 2 серпня 1999, Афіни, Греція) — грецький футболіст, нападник італійського «Комо» та національної збірної Греції.

## Ігрова кар'єра

### Клубна
Анастасіос Дувікас є вихованцем клубу «Астерас», де він грав у молодіжній команді з 2015 року. У 2017 році футболіст дебютував у першій команді клубу у чемпіонаті Греції. Влітку 2020 року Дувікас як вільний агент перейшов до клубу Суперліги «Волос», в якому провів один сезон.
Влітку 2021 року Дувікас перейшов до нідерландського клубу «Утрехт», з яким підписав контракт на чотири роки. Сума трансферу гравця становила 1 млн євро. У серпні нападник дебютував у турнірі Ередивізі.

### Збірна
28 березня 2021 року у товариській грі проти команди Гондурасу Анастасіос Дувікас дебютував у складі національної збірної Греції.

## Статистика виступів

### Статистика виступів за збірну
Станом на 13 жовтня 2024 року
| Дата       | Місто         | Господарі  | Результат | Гості             | Турнір                               | Голи | Примітки |
| ---------- | ------------- | ---------- | --------- | ----------------- | ------------------------------------ | ---- | -------- |
| 28-3-2021  | Салоніки      | Греція     | 2 – 1     | Гондурас          | товариський матч                     | -    | 46'      |
| 1-9-2021   | Базель        | Швейцарія  | 2 – 1     | Греція            | товариський матч                     | -    | 69'      |
| 5-9-2021   | Приштина      | Косово     | 1 – 1     | Греція            | Відбір до ЧС 2022                    | 1    | 63'      |
| 8-9-2021   | Афіни         | Греція     | 2 – 1     | Швеція            | Відбір до ЧС 2022                    | -    | 71'      |
| 12-10-2021 | Стокгольм     | Швеція     | 2 – 0     | Греція            | Відбір до ЧС 2022                    | -    | 75'      |
| 11-11-2021 | Афіни         | Греція     | 0 – 1     | Іспанія           | Відбір до ЧС 2022                    | -    | 46'      |
| 14-11-2021 | Афіни         | Греція     | 1 – 1     | Косово            | Відбір до ЧС 2022                    | -    | 66'      |
| 25-3-2022  | Бухарест      | Румунія    | 0 – 1     | Греція            | товариський матч                     | -    | 57'      |
| 28-3-2022  | Подгориця     | Чорногорія | 1 – 0     | Греція            | товариський матч                     | -    | 61'      |
| 5-6-2022   | Приштина      | Косово     | 0 – 1     | Греція            | Ліга націй УЄФА 2022-2023 - 1-й етап | -    | 78'      |
| 9-6-2022   | Волос         | Греція     | 3 – 0     | Кіпр              | Ліга націй УЄФА 2022-2023 - 1-й етап | -    | 46'      |
| 24-9-2022  | Ларнака       | Кіпр       | 1 – 0     | Греція            | Ліга націй УЄФА 2022-2023 - 1-й етап | -    | 47'      |
| 27-9-2022  | Афіни         | Греція     | 3 – 1     | Північна Ірландія | Ліга націй УЄФА 2022-2023 - 1-й етап | -    | 67'      |
| 17-11-2022 | Мдіна         | Мальта     | 2 – 2     | Греція            | товариський матч                     | -    | 68'      |
| 20-11-2022 | Будапешт      | Угорщина   | 2 – 1     | Греція            | товариський матч                     | -    | 87'      |
| 7-6-2024   | Менхенгладбах | Німеччина  | 2 – 1     | Греція            | товариський матч                     | -    | 68'      |
| 11-6-2024  | Гредіг        | Мальта     | 0 – 2     | Греція            | товариський матч                     | -    | 61'      |
| 13-10-2024 | Пірей         | Греція     | 2 – 0     | Ірландія          | Ліга націй УЄФА 2024-2025 - 1-й етап | -    | 73'      |
| Усього     |               | Матчів     | 18        |                   | Голів                                | 1    |          |